# Sofiivka, Dnipropetrovsk
Sofiivka (în ucraineană Софіївка) este așezarea de tip urban de reședință a raionului Sofiivka din regiunea Dnipropetrovsk, Ucraina. În afara localității principale, mai cuprinde și satele Liubîmivka, Menjînka, Mîhailivka, Petrove și Tarasivka.

## Demografie
Componența lingvistică a așezării de tip urban Sofiivka
     Ucraineană (94,16%)
     Rusă (4,79%)
     Alte limbi (0,25%)
Conform recensământului din 2001, majoritatea populației așezării de tip urban Sofiivka era vorbitoare de ucraineană (94,16%), existând în minoritate și vorbitori de rusă (4,79%).